# كورموكتشاي
كورموكتشاي هو الرافد الأيمن لنهر يريتشاي. يتدفق عبر أراضي منطقة جاخ.

## معلومات عامة
يبلغ طوله 55 كم وتبلغ مساحة حوضه 562 كم². يبدأ على المنحدر الجنوبي للقوقاز الكبير على الحدود مع داغستان (2880 م). يتشكّل من خلال التقاء نهري كوناخايسو وهامامتشاي. يتدفق الماء بشكل رئيس تحت الأرض (54%) والثلوج (38%) وجزئيا الأمطار (18%).
ويبلغ متوسط تدفق المياه السنوي للنهر 4.36 متر مكعب/ثانية. ويمر ما بين 45% إلى 50% من التدفق السنوي خلال فصلي الربيع والصيف، وما بين 10% إلى 15% خلال فصلي الخريف والشتاء.
يؤدي تساقط الثلوج في الربيع، ومياه الأمطار في الصيف والخريف إلى حدوث فيضانات في النهر. يبدأ الفيضان الربيعي في أواخر شهر آذار ويستمر حتى أواخر شهر حزيران (100-120 يومًا). تتسبب الأمطار الغزيرة في أشهر الصيف في حدوث فيضانات رهيبة في النهر. يبلغ متوسط محتوى الطمي في الماء 500-1000 جرام/م3 وهو عبارة عن هيدروكربونات الكالسيوم. يتراوح متوسط التمعدن من 150 ملجم/لتر (عند المصدر) إلى 300-500 ملجم/لتر (عند المصدر). في وادي ألازان-أيريتشاي، ينقسم النهر إلى العديد من الفروع ويستخدم لري الحقول الزراعية.
بُنيَت محطة للطاقة الكهرومائية على فرع جوناكسايسو من نهر كورموكتشاي.

## مصدر
- نسخة محفوظة 2005-01-09 على موقع واي باك مشين. كورموكشاي

## روابط خارجية
- لماذا تم إغلاق الجسر الذي بناه القيصر نيكولاس منذ 125 عامًا؟ – بيان رسمي